# Rhipidura albiscapa
Rhipidura albiscapa е вид малка насекомоядна птица от семейство Ветрилоопашкови (Rhipiduridae).

## Разпространение
Видът е разпространен в Австралия, Соломоновите острови, Вануату и Нова Каледония.